# Alexis Manenti
Alexis Manenti (12 febbraio 1987) è un attore e sceneggiatore francese.

## Biografia
D'origine serba e corsa, comincia la sua carriera nel collettivo Kourtrajmé di Kim Chapiron e Romain Gavras. Nel 2017, co-sceneggia col regista Ladj Ly il cortometraggio Les Misérables, sulla violenza nelle banlieue, interpretando il personaggio di un poliziotto. Il corto viene candidato ai César e due anni più tardi Manenti e Ly lo trasformano nel lungometraggio I miserabili, del quale Manenti è nuovamente protagonista e co-sceneggiatore.
Per la sua interpretazione ne I miserabili riceve il premio César per la migliore promessa maschile e il premio Lumière per la migliore promessa maschile, oltre che il premio Lumière per la migliore sceneggiatura, per la quale viene candidato anche ai César e agli European Film Awards.

## Filmografia

### Attore (parziale)

#### Cinema
- Mea culpa, regia di Fred Cavayé (2014)
- Voir du pays, regia di Delphine e Muriel Coulin (2016)
- Quattro vite (Orpheline), regia di Arnaud des Pallières (2016)
- Les Misérables, regia di Ladj Ly – cortometraggio (2017)
- 9 Doigts, regia di F. J. Ossang (2017)
- Sposami, stupido! (Épouse-moi mon pote), regia di Tarek Boudali (2017)
- Il mondo è tuo (Le monde est à toi), regia di Romain Gavras (2018)
- I miserabili (Les Misérables), regia di Ladj Ly (2019)
- Undercover - L'infiltrato (Enquête sur un scandale d'État), regia di Thierry de Peretti (2021)
- L'amore secondo Dalva (Dalva), regia di Emmanuelle Nicot (2022)
- Athena, regia di Romain Gavras (2022)
- Le Ravissement - Rapita (Le Ravissement), regia di Iris Kaltenbäck (2023)
- Gli indesiderabili (Bâtiment 5), regia di Ladj Ly (2023)
- Diamant brut, regia di Agathe Riedinger (2024)
- Maldoror, regia di Fabrice Du Welz (2024)
- Il Mohicano (Le Mohican), regia di Frédéric Farrucci (2024)
- Ad Vitam, regia di Rodolphe Lauga (2025)

#### Televisione
- The Last Panthers – miniserie TV, 2 puntate (2015)
- Little Murders by Agatha Christie (Les Petits Meurtres d'Agatha Christie) – serie TV, episodio 2x22 (2018)
- The Eddy – miniserie TV, 5 puntate (2020)

### Sceneggiatore
- Les Misérables, regia di Ladj Ly – cortometraggio (2017)
- I miserabili (Les Misérables), regia di Ladj Ly (2019)
- Tête de brique – cortometraggio (2022)

### Regista
- Tête de brique – cortometraggio (2022)

## Doppiatori italiani
- Simone D'Andrea in I miserabili
- Gianluca Crisafi in L'amore secondo Dalva
- Ruggero Andreozzi in Athena
- Jacopo Venturiero in Le Ravissement - Rapita

## Riconoscimenti
- Premio César
  - 2020 – Migliore promessa maschile per I miserabili
  - 2020 – Candidatura alla migliore sceneggiatura originale per I miserabili
- European Film Awards
  - 2019 – Candidatura alla migliore sceneggiatura per I miserabili
- Premio Lumière
  - 2020 – Migliore promessa maschile per I miserabili
  - 2020 – Migliore sceneggiatura per I miserabili